# Marie Curie: Pionjär. Geni. Rebell.
Marie Curie: Pionjär. Geni. Rebell. (engelska: Radioactive) är en brittisk biografisk film från 2019. Filmen är regisserad av Marjane Satrapi, med manus skrivet av Jack Thorne. Filmen kretsar kring forskaren Maria Skłodowska-Curies liv och den är baserad på Lauren Redniss roman Radioactive: Marie & Pierre Curie, A Tale of Love and Fallout från 2010.
Filmen hade premiär på Toronto International Film Festival den 14 september 2019. Den är planerad att ha premiär i Sverige den 17 april 2020, utgiven av SF Studios.

## Handling
Marie Curie: Pionjär. Geni. Rebell. handlar om historien om Marie och Pierre Curies både vetenskapliga och romantiska passion och om deras upptäckter som bland ledde fram till att Marie Curie som en av mycket få personer som prisats med två Nobelpris. Det första tilldelades hon, som första kvinna, år 1903.

## Rollista (i urval)
- Rosamund Pike – Marie Curie
- Sam Riley – Pierre Curie
- Anya Taylor-Joy – Irene Curie
- Ariella Glaser – unga Irene Curie
- Cara Bossom – Ève Curie
- Aneurin Barnard – Paul Langevin
- Simon Russell Beale – Gabriel Lippmann
- Tim Woodward – Alexandre Millerand
- Jonathan Aris – Hetreed